# Tobias Lohf
Tobias Lohf (* 1990 in Bad Pyrmont) ist ein deutscher Kameramann und Filmproduzent.

## Leben
Tobias Lohf absolvierte bis 2013 ein duales Studium im Fach Mechatronik an der Hochschule Ostwestfalen-Lippe. Ab 2014 folgte das Studium „Film & Sound“ an der Fachhochschule Dortmund. Während des Studiums gründete er die Filmproduktion Stratoflights GmbH & Co. KG sowie 2017 gemeinsam mit zwei Mitstreitern die Filmproduktion Outside the Club GmbH. Seitdem ist er als Kameramann für Film und Fernsehen tätig.
Von 2017 bis 2018 war er als Kameramann und Produzent für die Funk-Serie Wishlist tätig, die mit dem Grimme-Preis und dem Deutschen Fernsehpreis (Förder-/Nachwuchspreis) ausgezeichnet wurde. 2021 veröffentlichte Tobias Lohf den Bildband „Vom Schlüpfen bis zum ersten Flug“. 2023 produzierte er gemeinsam mit Marc Schießer den Prime Video Spielfilm Trunk – Locked in, für den er ebenfalls die Kameraarbeit übernahm. Darüber hinaus war er Ko-Produzent der Miniserie Haus Kummerveldt, die mit dem Grimme-Preis Spezial ausgezeichnet wurde.

## Filmografie (Auswahl)

### Als Kameramann
- 2023: Trunk – Locked in (Spielfilm)
- 2020: Almania (Fernsehserie)
- 2020: Der Falkenmann (Dokumentation)
- 2019: Schattenmoor (Fernsehfilm)
- 2016–2018: Wishlist (Webserie)

### Als Produzent
- 2023: Trunk – Locked in (Spielfilm)
- 2022: Haus Kummerveldt (Webserie)
- 2016–2018: Wishlist (Webserie)

## Belege
1. ↑  Werbeangebot am Rande des Weltalls – ehemaliger Student der Hochschule OWL bei Gründerwettbewerb mit ausgezeichnet. Abgerufen am 18. September 2021.
2. ↑  Anna Zimmermann: Startups aus NRW | Stratoflights. In: Hochschulnetzwerk NRW. Abgerufen am 18. September 2021 (deutsch).
3. ↑  About us. In: Outside The Club. Abgerufen am 18. September 2021 (deutsch).
4. ↑  Tobias Lohf ist Kameramann bei der Mystery-Serie „Wishlist“. Abgerufen am 18. September 2021.
5. ↑  Wishlist (RB/MDR/FUNK). Abgerufen am 7. Dezember 2021.
6. ↑  Der Deutsche Fernsehpreis: 2017 Förder-/Nachwuchspreis. In: Deutscher Fernsehpreis 2021. Abgerufen am 7. Dezember 2021 (deutsch).
7. ↑  Vom Schlüpfen bis zum ersten Flug. Abgerufen am 7. Dezember 2021.
8. ↑  Amazon.de: Trunk - Locked In ansehen | Prime Video. Abgerufen am 29. April 2024.
9. ↑  Haus Kummerveldt. Abgerufen am 29. April 2024 (deutsch).

| Personendaten    | Personendaten                          |
| ---------------- | -------------------------------------- |
| NAME             | Lohf, Tobias                           |
| KURZBESCHREIBUNG | deutscher Kameramann und Filmproduzent |
| GEBURTSDATUM     | 1990                                   |
| GEBURTSORT       | Bad Pyrmont                            |